# San Bernardo (Chili)
San Bernardo is een gemeente in de Chileense provincie Maipo in de regio Región Metropolitana. San Bernardo telde 301.313 inwoners in 2017.